# Четверта Алія

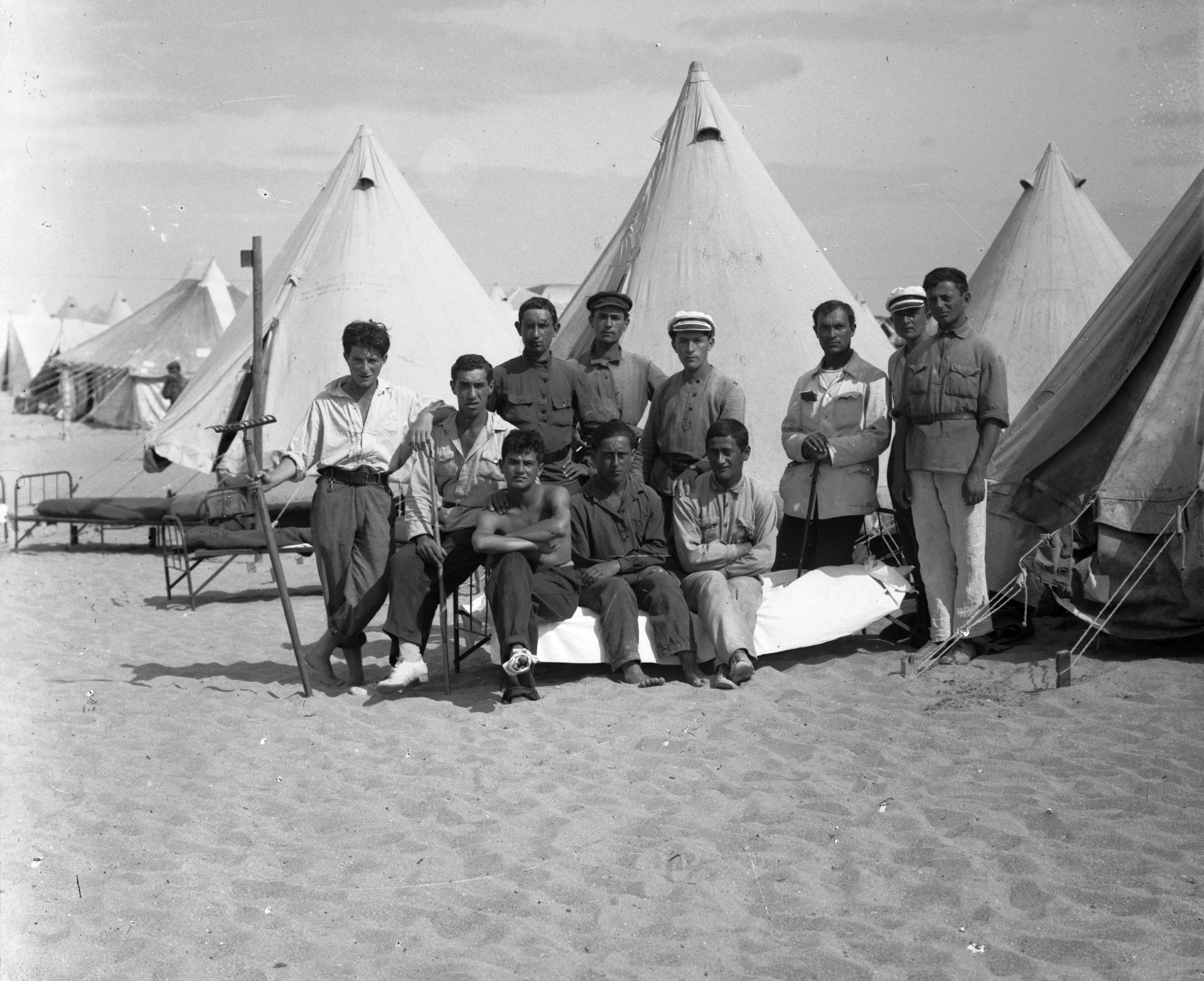
Єврейські іммігранти в Палестині (приблизно 1930-й рік)

Четверта алія — масова імміграція євреїв, які називалися ідеями сіонізму до Палестини, яка проходила у 1924–1931 роках. За даний час на землях Палестини осіло близько 80 тисяч євреїв, які походили з Східної Європи — наприклад, це були такі держави як Росія, Польща, Румунія i Литва. Близько 12 % іммігрантів походило з Азії — Ємену й Іраку.

## Історія
Період 1924–1929 років, за який в країну репатріювались близько 82 тисяч євреїв, в основному з Східної та Центральної Європи, не без зв'язку з підйомом антисемітизму в Польщі та Угорщині.
Значну роль у цьому зіграла економічна криза в Польщі. У зв'язку з проведеною там політикою витісняли євреїв з бізнесу, тому цю хвилю репатріації деколи називають «алія Грабського», за прізвищем тодішнього прем'єр-міністра Польщі. Обмеження на імміграцію в США, введені в 1924 році, сприяла тому, що ті з євреїв Європи, хто мав намір шукати щастя за океаном, пішли на шлях репатріації в Ізраїлю.
Ця група складалася багато в чому з сімей середнього класу, які переїхали в міста які розросталися, а також засновували малі підприємства торгівлі та громадського харчування («алія кіосків»), а також брали участь в розбудові легкої промисловості.
Унаслідок економічних та інших причин майже 23 тисячі осіб цієї хвилі покинули країну.